# Лунета-Фрасино (Мантова)
Лунета-Фрасино је насеље у Италији у округу Мантова, региону Ломбардија.
Према процени из 2011. у насељу је живело 4138 становника. Насеље се налази на надморској висини од 26 м.